# Stari Perkovci
Stari Perkovci es una localidad de Croacia en el ejido del municipio de Vrpolje, condado de Brod-Posavina.

## Geografía
Se encuentra a una altitud de 93 msnm a 238 km de la capital nacional, Zagreb.

## Demografía
En el censo 2011 el total de población de la localidad fue de 1123 habitantes.
| Gráfica de población de Stari Perkovci 1857-2011                    |
|                                                                     |
| Según los censos de población de la oficina estadística de Croacia. |